# Murina
Murina (Gray, 1842) è un genere di pipistrelli della famiglia dei Vespertilionidi, comunemente noti come pipistrelli dal naso a tubo.

## Descrizione

### Dimensioni
Al genere Murina appartengono pipistrelli di piccole dimensioni, con lunghezza della testa e del corpo tra 33 e 60 mm, la lunghezza dell'avambraccio tra 28 e 45 mm, la lunghezza della coda tra 30 e 42 mm e un peso fino a 10 g.

### Caratteristiche craniche e dentarie
Il cranio è simile a quello del genere Myotis. Gli incisivi superiori sono ben sviluppati, senza alcuna cuspide secondaria. Il secondo premolare superiore è insolitamente grande.
Sono caratterizzati dalla seguente formula dentaria:

### Aspetto
La pelliccia è lunga, lanosa e si estende sulle ali fino all'altezza dei gomiti e delle ginocchia. Le parti dorsali possono essere marroni chiare, arancioni o nerastre con la punta dei peli sempre brillante, mentre le parti ventrali sono più chiare. 
La testa è rotonda, il muso è stretto, allungato, spesso ricoperto di corti peli e con le narici sporgenti, separate e tubulari. Le orecchie sono arrotondate e ben separate tra loro, il trago è lungo, appuntito e talvolta bianco. Le ali sono larghe ed attaccate posteriormente alla base dell'alluce, alla base della falange oppure alla base dell'unghia. La coda è lunga ed è quasi sempre inclusa completamente nell'ampio uropatagio il quale è ricoperto spesso di peli. Il calcar è allungato. I piedi sono alquanto ridotti e ricoperti di peli, mentre il pollice è molto lungo e fornito di un robusto artiglio.

## Distribuzione
Il genere è diffuso in Asia, dalla Siberia meridionale fino all'Australia.

## Tassonomia
Il genere comprende 46 specie.

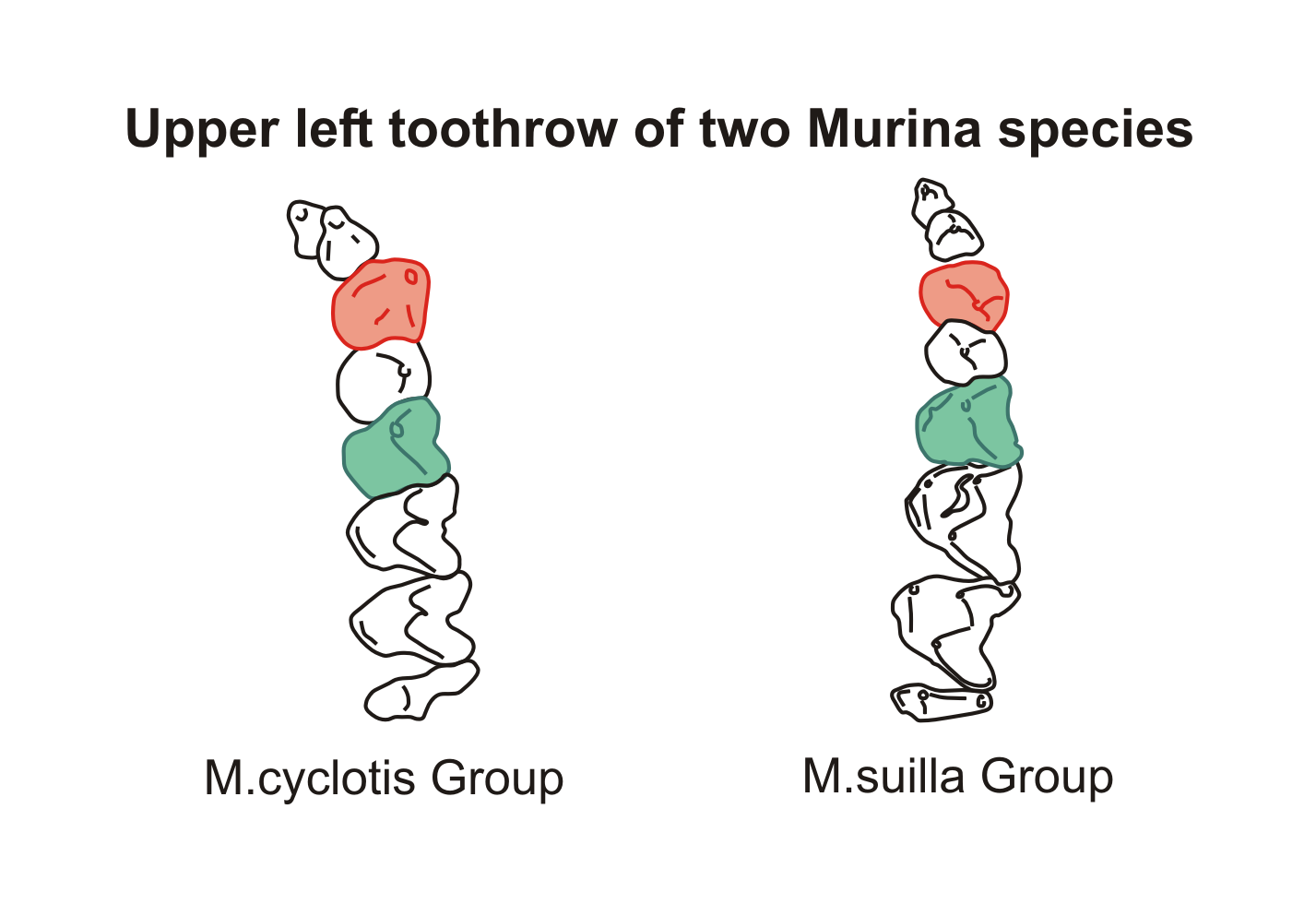
Fig.1

- Sottogenere Harpiola - Le ali sono attaccate posteriormente alla base del primo dito del piede.
  - Murina grisea
  - Murina isodon
- Sottogenere Murina - Le ali sono attaccate posteriormente all'estremità del primo dito del piede.
  - M.suilla Group - La base del secondo premolare superiore è più grande di quella del canino superiore (Fig.1).
    - Murina annamitica
    - Murina aurata
    - Murina balaensis
    - Murina beelzebub
    - Murina beibengensis
    - Murina bicolor
    - Murina chrysochaetes
    - Murina eleryi
    - Murina fanjingshanensis
    - Murina florium
    - Murina fusca
    - Murina gracilis
    - Murina harpioloides
    - Murina hilgendorfi
    - Murina hkakaboraziensis
    - Murina jaintiana
    - Murina jinchui
    - Murina kontumensis
    - Murina leucogaster
    - Murina lorelieae
    - Murina medogensis
    - Murina milinensis
    - Murina recondita
    - Murina rozendaali
    - Murina ryukyuana
    - Murina shuipuensis
    - Murina silvatica
    - Murina suilla
    - Murina tenebrosa
    - Murina tubinaris
    - Murina ussuriensis
    - Murina walstoni
    - Murina yadongensis
    - Murina yushuensis

  - M.cyclotis Group - La base del secondo premolare superiore è uguale o più piccola di quella del canino superiore (Fig.1).
    - Murina aenea
    - Murina cyclotis
    - Murina feae
    - Murina fionae
    - Murina guilleni
    - Murina harrisoni
    - Murina huttoni
    - Murina peninsularis
    - Murina pluvialis
    - Murina puta